# Щербаков Віктор Геннадійович
Ві́ктор Генна́дійович Щербако́в (4 березня 1935, Горлівка, УРСР, СРСР — 19 серпня 2009, Горлівка, Україна) — радянський і український актор театру і кіно, театральний режисер. Народний артист Української РСР (1980).

## Біографічні дані
Сценічну діяльність почав 1957 року в Миколаївському українському театрі, далі працював в театрах Грозного, Маріуполя та Кишинева, від 1970 року — у Львівському російському театрі Радянської Армії (нині — Львівський академічний драматичний театр імені Лесі Українки; згодом його головний режисер).
Знімався в кіно з 1970 року. Актор героїчного плану.

## Ролі в театрі
Серед інших ролей:
- Василь («Циганка Аза» Михайла Старицького);
- Годун («Розлом» Бориса Лавреньова);
- Гамлет в однойменній трагедії Вільяма Шекспіра.

## Фільмографія
- «Останній сніг» (1970, епізод)
- «До останньої хвилини» (1973, Роман Когут)
- «Багряні береги» (1979)
- «Підпільний обком діє» (1980, т/ф)
- «Пора літніх гроз» (1980, т/ф, 2 с)
- «Таємниці святого Юра» (1982, Іван Варгун)
- «Макар-слідопит» (1984, епізод)
- «Минуле повернути» (1988)
- «Ціна голови» (1992)
- «Злочин з багатьма невідомими» (1993)
- «Острів любові» (1995)